# Dekonstrukce
Dekonstrukce je bourání, odstraňování.

## Dekonstrukce ve filozofii
Ve filozofii je dekonstrukce způsob filozofické práce, který rozvinul mimo jiné Jacques Derrida v návaznosti na Martina Heideggera. Svůj program dekonstrukce metafyziky zformuloval původně jako úlohu dekonstrukce v dějinách ontologie. Dekonstrukce je kritická ohledně tradic, ale tato kritika se odehrává ve jménu tradice. V dekonstrukci (jak ji rozvíjí francouzská filozofie obecně, nejen Derrida) jde o odhalování dvojího pojetí filozofie, podle Heideggera pojímané jednak jako myšlení a jednak jako tradici. Francouzská filozofie se od poloviny šedesátých let 20. století snaží ukázat příslušnost filozofické tradice k tradici celkově a zároveň zkoumat, jak tato formace rozvíjí možnost myšlení. Tento úkol se orientuje jednak monograficky (Karel Marx, Georg Wilhelm Friedrich Hegel, Immanuel Kant) a jednak tematicky (písmo, umění, politika, dějiny).
Podle Derridy je dekonstrukce analýza tradovaných významových útvarů až do doby, kdy nebudou odhaleny jejich skryté a potlačené předpoklady. Pojem dekonstrukce zprvu ve větší míře zazníval především v americké literární vědě, pro samotného Derridu je dekonstrukce výrazem pro změnu pořádku racionality, v níž žijeme.
Idea dekonstrukce byla vedoucí myšlenkou při založení Collége International de Philosophie v Paříži v roce 1983 pod Derridovým vedením. Tento ústav má mimo akademickou hierarchii a na interdisciplinární úrovni udržovat otevřenou možnost svobodného filozofického výzkumu.

## Dekonstrukce v architektuře

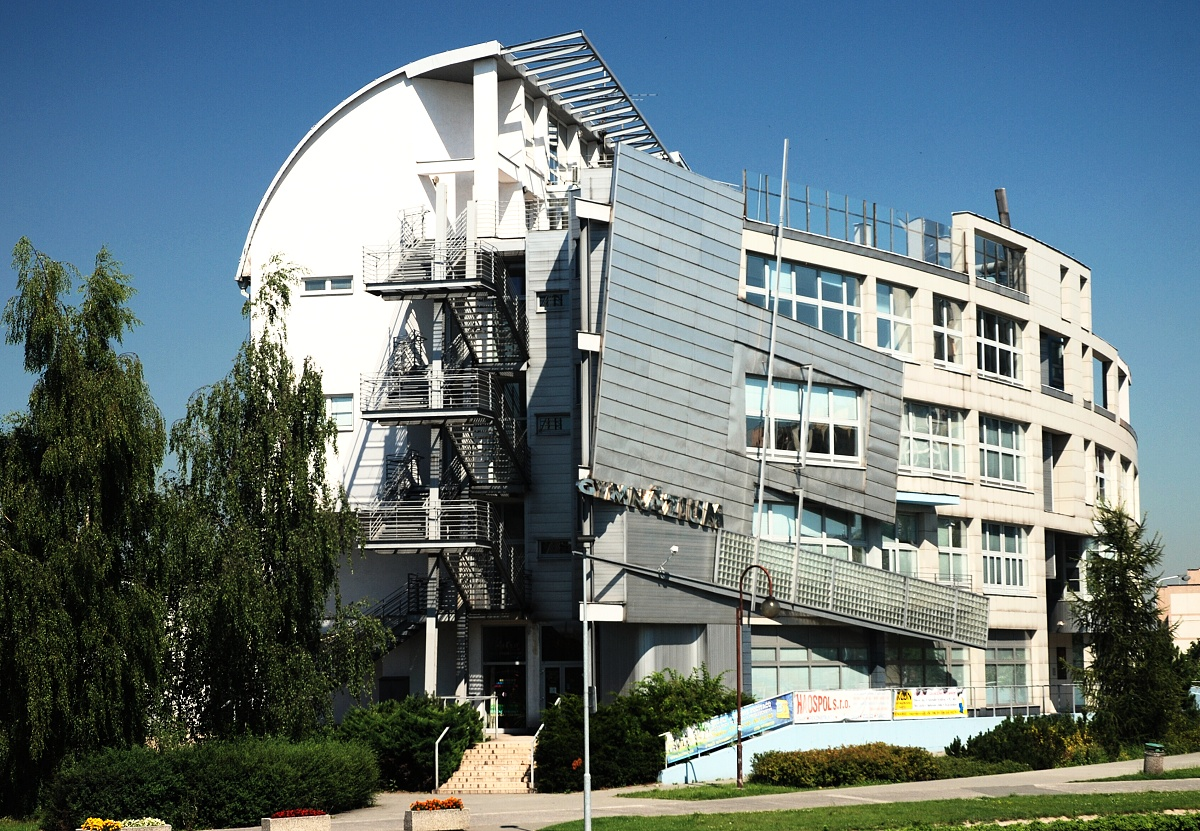
Dekonstruktivní stavba gymnázia v Orlové, autoři Kiszka a Potyszová

Dekonstrukce (dekonstruktivismus) jako směr postmoderní architektury inspirovaný dekonstruktivistickou filosofií je charakteristický např. kouskováním a posouváním povrchů, vlnitými či polámanými tvary, které navozují dojem nepředvídatelnosti, kontrolovaného chaosu, opouštěním vertikál a horizontál (antigravitace), používáním ostrých úhlů i zdánlivě nelogických konstrukcí. Jako typičtí představitelé bývají jmenováni například Peter Eisenman, Frank Owen Gehry, Vlado Milunič, Bernard Tschumi, Rem Koolhaas nebo Zaha Hadid. V Praze je v tomto stylu postaven tzv. Tančící dům, mimo hlavní město např. budova gymnázia v Orlové.